# Federico Boyd
Federico Boyd, né le 24 septembre 1851 à Panama et mort le 25 mai 1924 dans la même ville, est un homme politique panaméen. Il est président du Panama du 1er au 5 octobre 1910.